# Rógov
Rógov (en rus: Рогов) és un poble de l'óblast de Briansk, a Rússia, segons el cens del 2010 tenia 508 habitants. Pertany al districte de Zlinka.